# Olive Morris
Olive Elaine Morris, född 26 juni 1952 i Saint Catherine Parish på Jamaica, död 12 juli 1979 i Lambeth i London, var en jamaicanskfödd, brittiskbaserad samhällsledare och aktivist som arbetade för feminism och svartas rättigheter och ledde husockupationer på 1970-talet.
Morris var en nyckelarrangör i Black Women's Movement i Storbritannien, och var medgrundare av Organisation of Women of Asian and African Descent (OWAAD). Hon gick med i brittiska Svarta pantrarna och deltog i ockupationen av 121 Railton Road i Brixton, som blev ett centrum för lokala organisationer.
Morris dog av Non-Hodgkins lymfom vid 27 års ålder. Hennes liv och arbete har hyllats av både officiella organisationer - Lambeth Council döpte en byggnad efter henne - och av aktivistgrupper. Hon har uppmärksammats på listor över inspirerande svarta brittiska kvinnor och i juni 2020 fick hon bredare uppmärksamhet med hjälp av en Google Doodle.